# Mormopterus phrudus
Mormopterus phrudus là một loài động vật có vú trong họ Dơi thò đuôi, bộ Dơi. Loài này được Handley mô tả năm 1956.